# Софія Еттінген-Валлерштайн
Софія Еттінген-Валлерштайн, повне ім'я Софія Марія Тереза Вальбурга (нім. Sophie zu Oettingen-Wallerstein, 19 грудня 1751 — 21 травня 1836) — німецька шляхтянка XVIII–XIX століть з династії Еттінгенів, донька графа Еттінген-Валлерштайн Карла Філіпа та Юліани Терезії Еттінгенської, дружина ландграфа Фюрстенберг-Вайтра Йоакіма Еґона, бабуся князя Ліхтенштейну Алоїза II.

## Біографія
Софія та її брат-близнюк Карл Антон народились 19 грудня 1751 року у Валлерштайні. Дівчинка стала шостою дитиною та другою донькою в родині графа графа Еттінген-Валлерштайн Карла Філіпа та його дружини Юліани Терезії. Мала старшу сестру Елеонору Марію та братів Крафта Ернста і Франца Людвіга. Брат-близнюк помер за три місяці після народження. Згодом в родині з'явилося ще семеро синів, з яких дорослого віку досягли лише двоє.

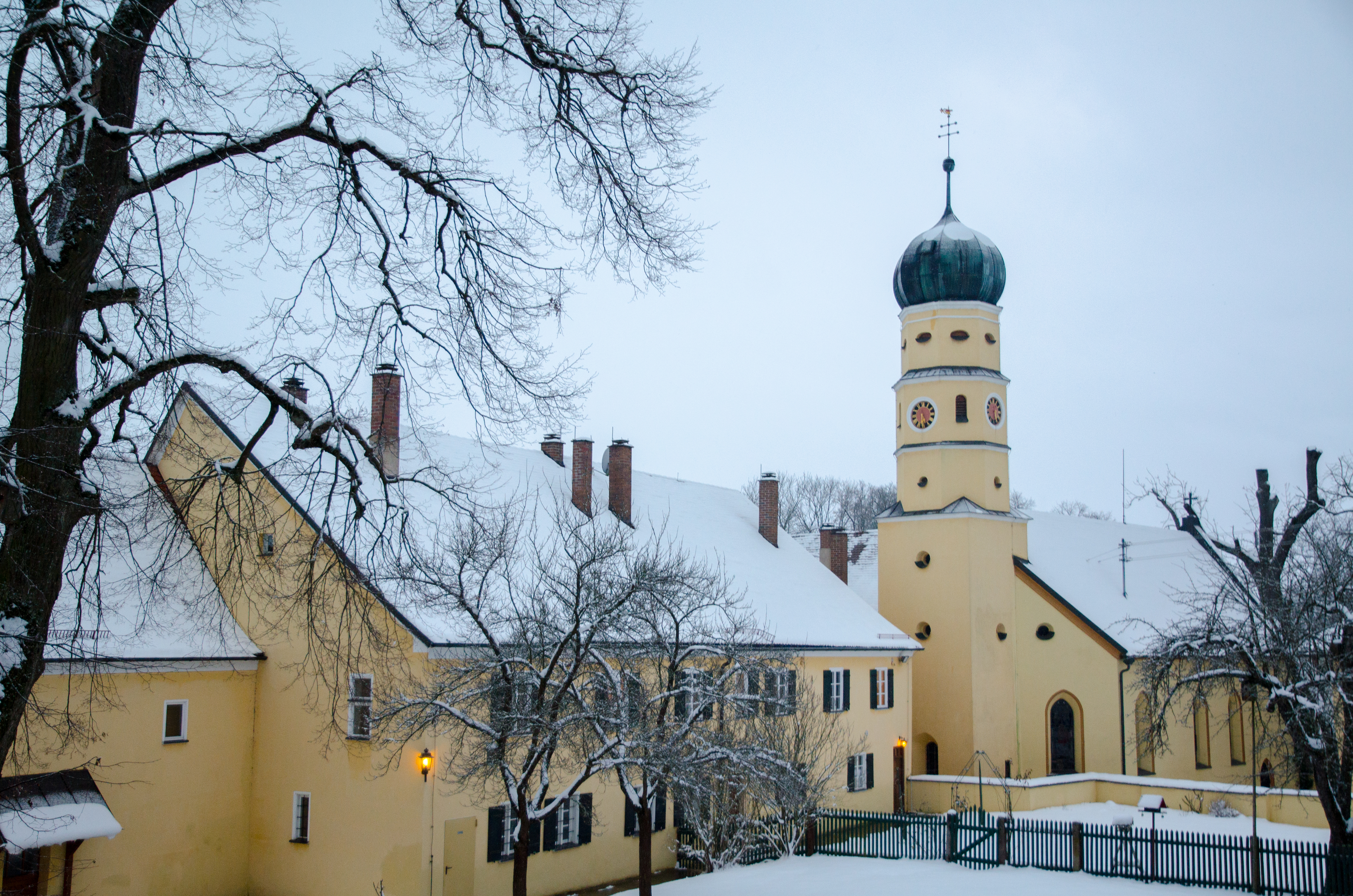
Замок Валлерштайн

У 20 років Софія пошлюбилася із 22-річним ландграфом Йоакімом Еґоном Фюрстенберг-Вайтра. Весілля відбулося 18 квітня 1772 року у замку Валлерштайн. У подружжя народилося восьмеро дітей.
За два роки Еттінген-Валлерштайнам було надано титул імперських князів. Однак, у 1806, в процесі медіатизіції, князівство увійшло до складу новоствореного Баварське королівство.
Чоловік Софії був кавалером Ордену Золотого руна, займав високі дипломатичні пости при дворі. Разом вони прожили більше п'ятдесяти років до самої смерті Йоакіма Еґона у 1828 році. Софія пішла з життя 21 травня 1836 року.

## Цікаві факти
- Двоюрідний дід Софії,[6] Фрідріх Карл Шенборн (1674—1746), який був імперським канцлером та князем-єпископом Бамбергу, володів значними земельними ділянками на Закарпатті, що успадкував 1729 року від архієпископа Майнцу Лотаря Франца Шенборна.

## Родина
Родина — Йоакім Еґоном Фюрстенберг-Вайтра
Діти:
- Фрідріх Карл (1774—1856) — князь Фюрстенберзький, був одружений із Марією Терезією Шварценберзькою, мав десятеро дітей;
- Філіп Карл (1775—1807) — канонік у церкві Святого Ґеро у Кельні;
- Йозефа Софія (1776—1848) — дружина князя Ліхтенштейну Йоганна I, мала чотирнадцятеро дітей;
- Кароліна Софія (1777—1846) — дружина князя Фюрстенбергу Карла Йоакіма, дітей не мала;
- Елеонора Софія (1779—1849) — черниця;
- Марія Софія (1781—1800) — черниця у Торні;
- Франц Людвіг (1783—1800) помер у 17 років;
- Єлизавета Марія (1784—1865) — дружина князя фон Трауттмансдорф-Вайнзберг Йоганна Непомука, мала четверо дітей;